# Lodewijk I van Baden
Lodewijk Willem August (Karlsruhe, 9 februari 1763 — aldaar, 30 maart 1830) was van 1818 tot 1830 groothertog van Baden. Hij was de derde en jongste zoon van groothertog Karel Frederik en Karoline Luise von Baden, dochter van Lodewijk VIII.
Hij nam in 1785 dienst in het leger van Pruisen, maakte de Eerste Coalitieoorlog mee en werd generaal-majoor. In 1795 diende hij zijn ontslag in om de organisatie van het Badense leger over te nemen, maar hij werd als zodanig door Napoleon tot passiviteit gedwongen.
Hij volgde in 1818 zijn neef Karel op als groothertog. Als zodanig bracht hij orde in de financiën, reguleerde hij de kerkelijke verhoudingen en toonde grote interesse in het leger. Hij beschermde fanatiek zijn macht tegen invloed van de regering en trachtte niet zonder succes de hindernissen van de grondwet - die een reactie in de geest van Metternich in de weg stond - uit de wereld te helpen.
In 1820 stelde hij het voortbestaan van de universiteit van Freiburg veilig, die sindsdien mede naar hem Albert-Ludwigs Universiteit van Freiburg heet. In 1825 stichtte hij de polytechnische hogeschool Karlsruhe, de oudste technische hogeschool van Duitsland.
Met de dood van Lodewijk, die geen wettige kinderen naliet, stierf het Huis Zähringen in 1830 formeel uit. Hij werd opgevolgd door zijn halfbroer Leopold, de oudste zoon uit Karel Frederiks morganatische tweede huwelijk met de hofdame Luise Karoline Geyer von Geyersberg, die pas sinds 1818 als mogelijk troonopvolger werd erkend. Ook de zaak-Kaspar Hauser werd met deze kwestie in verband gebracht, daar sommigen meenden (en menen) dat deze vondeling eigenlijk een zoon van groothertog Karel was.

## Voorvaderen
| Lodewijk I van Baden             | Lodewijk I van Baden                                                                              | Lodewijk I van Baden                                                                              | Lodewijk I van Baden                                                                         | Lodewijk I van Baden                                                                         | Lodewijk I van Baden | Lodewijk I van Baden | Lodewijk I van Baden | Lodewijk I van Baden |
| -------------------------------- | ------------------------------------------------------------------------------------------------- | ------------------------------------------------------------------------------------------------- | -------------------------------------------------------------------------------------------- | -------------------------------------------------------------------------------------------- | --- | --- | --- | --- |
| Overgrootouders                  | Karel III Willem van Baden-Durlach (1679–1738) ∞ Magdalena Wilhelmina van Württemberg (1677-1742) | Karel III Willem van Baden-Durlach (1679–1738) ∞ Magdalena Wilhelmina van Württemberg (1677-1742) | Johan Willem Friso van Nassau-Dietz (1687–1711) ∞ Maria Louise van Hessen-Kassel (1688–1765) | Johan Willem Friso van Nassau-Dietz (1687–1711) ∞ Maria Louise van Hessen-Kassel (1688–1765) | Ernst Lodewijk van Hessen-Darmstadt (1667-1739) ∞ Dorothea Charlotte van Brandenburg-Ansbach (1661-1705)                 | Ernst Lodewijk van Hessen-Darmstadt (1667-1739) ∞ Dorothea Charlotte van Brandenburg-Ansbach (1661-1705)                 | Johan Reinhard III van Hanau (1665-1736) ∞ Dorothea Frederika van Brandenburg-Ansbach (1676-1731)                        | Johan Reinhard III van Hanau (1665-1736) ∞ Dorothea Frederika van Brandenburg-Ansbach (1676-1731)                        |
| Grootouders                      | Frederik van Baden-Durlach (1703–1732) ∞ Amalie van Nassau-Dietz (1710-1777)                      | Frederik van Baden-Durlach (1703–1732) ∞ Amalie van Nassau-Dietz (1710-1777)                      | Frederik van Baden-Durlach (1703–1732) ∞ Amalie van Nassau-Dietz (1710-1777)                 | Frederik van Baden-Durlach (1703–1732) ∞ Amalie van Nassau-Dietz (1710-1777)                 | Lodewijk VIII van Hessen-Darmstadt (1691–1768) ∞ Charlotte Christina Magdalene Johanna van Hanau-Lichtenberg (1700-1726) | Lodewijk VIII van Hessen-Darmstadt (1691–1768) ∞ Charlotte Christina Magdalene Johanna van Hanau-Lichtenberg (1700-1726) | Lodewijk VIII van Hessen-Darmstadt (1691–1768) ∞ Charlotte Christina Magdalene Johanna van Hanau-Lichtenberg (1700-1726) | Lodewijk VIII van Hessen-Darmstadt (1691–1768) ∞ Charlotte Christina Magdalene Johanna van Hanau-Lichtenberg (1700-1726) |
| Ouders                           | Karel Frederik van Baden (1728–1811) ∞ 1769 Karoline Luise von Baden (1723-1783)                  | Karel Frederik van Baden (1728–1811) ∞ 1769 Karoline Luise von Baden (1723-1783)                  | Karel Frederik van Baden (1728–1811) ∞ 1769 Karoline Luise von Baden (1723-1783)             | Karel Frederik van Baden (1728–1811) ∞ 1769 Karoline Luise von Baden (1723-1783)             | Karel Frederik van Baden (1728–1811) ∞ 1769 Karoline Luise von Baden (1723-1783)                                         | Karel Frederik van Baden (1728–1811) ∞ 1769 Karoline Luise von Baden (1723-1783)                                         | Karel Frederik van Baden (1728–1811) ∞ 1769 Karoline Luise von Baden (1723-1783)                                         | Karel Frederik van Baden (1728–1811) ∞ 1769 Karoline Luise von Baden (1723-1783)                                         |
| Lodewijk I van Baden (1763–1830) |                                                                                                   |                                                                                                   |                                                                                              |                                                                                              | | | | |